# Ozonid draselný
Ozonid draselný (KO3) je chemická sloučenina ze skupiny ozonidů, obsahuje anion O -
3 . Je to nestabilní červená pevná látka. Má oxidační účinky a reaguje explozivně.
Při teplotách nad 0 °C se samovolně rozkládá za vzniku superoxidu:
2 KO3 → KO2 + O2
S vodou reaguje za vzniku kyslíku:
2 KO3 + H2O → 2 KOH + O2

## Výroba
Ozonid draselný je možné připravit ozonizací hydroxidu draselného, nebo výhodněji superoxidu draselného:
6 KOH + 4 O3 → 4 KO3 + O2 + 2 KOH.H2O
KO2 + O3 → KO3 + O2